# Bernhard Krook
Bernhard Hayman Krook, född 27 april 1926 i Bromma, Stockholms stad, död mars 1988 i Oscars församling, Stockholm, var en svensk skådespelare och regissör.

## Biografi
Krook var son till barberaren Moses Krook och hans hustru Pere Rosa, född Konitzki. Efter teaterstudier på Axel Witzanskys teaterskola antogs Krook som teaterelev vi Helsingborgs stadsteater, där han senare blev premiärelev och skådespelare. På sextiotalet övergick han till regi och debuterade med en föreställning på Skogaholms herrgård. Han var senare engagerad vid Munkbroteatern, Marsyasteatern, Riksteatern, Åbo Svenska Teater, Drottningholms slottsteater och Stora Teatern. De sista sju åren var han anställd vid Stockholms Operettsällskap. 
Han var ogift.

## Teater

### Roller
| År   | Roll           | Produktion                                           | Regi                                             | Teater                   |
| ---- | -------------- | ---------------------------------------------------- | ------------------------------------------------ | ------------------------ |
| 1947 | Barmästaren    | Ljuva ungdomstid Eugene O’Neill                      | Sture Ericson                                    | Helsingborgs stadsteater |
| 1947 | Medverkande    | Fängslande men flyktigt, revy                        | Gunnar Ekström Sture Ericson Lars-Levi Læstadius | Helsingborgs stadsteater |
| 1948 | Hotellpojken   | Född i går Garson Kanin                              | Gunnar Ekström                                   | Helsingborgs stadsteater |
| 1948 | Carol          | All världens rikedom Jean-Paul Sartre                | Lars-Levi Læstadius                              | Helsingborgs stadsteater |
| 1948 | Vargen         | Rödluvan Robert Bürkner                              | Börje Nyberg                                     | Helsingborgs stadsteater |
| 1948 | Medverkande    | Titt in på Tittut, revy Rune Moberg och Tylle Herlin | Lars-Levi Læstadius                              | Helsingborgs stadsteater |
| 1949 | Pablo Gonzales | Längtans spårvagn Tennessee Williams                 | Lars-Levi Læstadius                              | Helsingborgs stadsteater |
| 1949 | Vägvisaren     | Upptäcktsresanden Stig Dagerman                      | Mats Johansson                                   | Helsingborgs stadsteater |
| 1949 | Molvik         | Vildanden Henrik Ibsen                               | Lars-Levi Læstadius                              | Helsingborgs stadsteater |
| 1949 |                | Som ni behagar William Shakespeare                   | Rune Carlsten                                    | Skansenteatern           |
| 1950 | Fred           | Fallet Winslow The Winslow Boy Terence Rattigan      | Börje Nyberg                                     | Helsingborgs stadsteater |
| 1950 | Dodger         | Skomakarens frimåndag Thomas Dekker                  | Lars-Levi Læstadius                              | Helsingborgs stadsteater |
| 1962 |                | Akilles och jungfrurna Artur Maria Swinarski         | Tore Karte                                       | Fredriksdalsteatern      |

### Regi
| År   | Produktion                                           | Upphovsmän                                    | Teater                      |
| ---- | ---------------------------------------------------- | --------------------------------------------- | --------------------------- |
| 1961 | De löjliga preciöserna Les Précieuses ridicules      | Molière                                       | Parkteatern                 |
| 1962 | Listig som en räv La Farce de maître Pierre Pathelin | David Augustin de Brueys och Jean de Palaprat | Riksteatern                 |
| 1970 | Charlatanen Livietta e Tracollo                      | Giovanni Battista Pergolesi                   | Drottningholms Slottsteater |
| 1972 | Romeo och Julia The Tragedy of Romeo and Juliet      | William Shakespeare                           | Hallwylska palatset         |
| 1977 | Fröken Julie                                         | August Strindberg                             | Hallwylska palatset         |
| 1984 | Pelikanen                                            | August Strindberg                             | Strindbergsmuseet           |
| 1987 | Lilla helgonet Mam'zelle Nitouche                    | Hervé, Henri Meilhac och Albert Millaud       | Stockholms Operettensemble  |